# Boris Goldenberg
Boris Goldenberg (* 7. August 1905 in Sankt Petersburg; † 10. Februar 1980 in Köln), Pseudonyme R. Frey, Gilbert und Bernhard Thomas, war ein sozialistischer Politiker, Journalist und Publizist.

## Leben
Der Sohn eines russischen Rechtsanwalts siedelte 1914 nach Berlin über, wo er das Gymnasium besuchte und nach dem Abitur 1924 anschließend dort, in Freiburg und in Heidelberg Geschichte, Philosophie und Soziologie studierte (Promotion 1930: Beiträge zur Soziologie der deutschen Vorkriegssozialdemokratie). 1924 trat er der SPD bei, aus der er zwei Jahre später wegen Kontaktaufnahme zur KPD ausgeschlossen wurde. Im Folgejahr trat er in die KPD ein und war in der Kommunistischen Studentenfraktion (Kostufra) aktiv, zu deren Leitung er gemeinsam mit Franz Borkenau, Georg Eliasberg und Richard Löwenthal zeitweise gehörte. Als Anhänger des „rechten Parteiflügels“ um August Thalheimer und Heinrich Brandler 1929 aus der KPD ausgeschlossen, wurde er Mitglied der KPO, hier gehörte er 1932 zur Minderheit um Jacob Walcher und Paul Frölich, die sich 1932 der SAPD anschloss. Innerhalb der SAPD arbeitete Goldenberg u. a. für das Parteiorgan Sozialistische Arbeiterzeitung. Seit Anfang der 1930er Jahre war er darüber hinaus in der Zersetzungsarbeit gegenüber völkischen und nationalbolschewistischen Gruppen wie der Organisation Consul, der Schwarzen Front und der Gruppe Sozialrevolutionärer Nationalisten aktiv.
Nach der Machtübertragung an die NSDAP wurde Goldenberg im März 1933 kurzzeitig verhaftet und gefoltert und konnte nach seiner Freilassung im April nach Paris flüchten, wo er zeitweise der Exilleitung der SAPD angehörte und innerhalb der Strömung Gauche révolutionnaire der SFIO aktiv war. 1935 bis 1937 hielt er sich bei Verwandten im Mandatsgebiet Palästina auf und kehrte anschließend nach Paris zurück, wo er den Volksfrontaufruf des Lutetia-Kreises von 1937 unterschrieb. Im gemeinsamen Exil in Paris freundete er sich unter anderem mit Willy Brandt an. Nach der Niederlage Frankreichs 1940 floh er zunächst nach Südfrankreich und von dort 1941 nach Kuba, wo er unter anderem als Gastprofessor an der Universität von Havanna arbeitete. Anders als die meisten anderen deutschen Flüchtlinge wie zum Beispiel sein Parteifreund Fritz Lamm blieb er auch nach Kriegsende und den sich eröffnenden Rückkehrmöglichkeiten auf Kuba. 1946 nahm er die kubanische Staatsangehörigkeit an. Wenig später schloss er sich vorübergehend der teilweise aus ehemaligen Mitgliedern der Kommunistischen Partei bestehenden Gruppierung Movimiento Revolucionario Socialista (MSR) an, für deren Zeitschrift Tiempo en Cuba er Essays schrieb. Angesichts der Verstrickung der MSR und ihres Anführers Rolando Masferrer in die damals grassierenden, bandenartigen und mit Waffengewalt ausgetragenen Machtkämpfe im Umfeld der Universität nahm er jedoch bald Abstand. Ab 1948 war er als Lehrer für Geschichte, Philosophie und Französisch an der Ruston Academy in Havanna angestellt, einer hoch angesehenen Privatschule mit internationaler Ausrichtung und Schülerschaft.
Als er in Fidel Castros Regierungsstil schon vor dessen offener Hinwendung zum Kommunismus ihm bereits aus den Diktaturen Europas bekannte totalitäre Züge wiederzuerkennen glaubte, verließ Goldenberg 1960 Kuba und ließ sich zunächst in London nieder. 1964 siedelte er nach Köln über, wo er die Lateinamerika-Redaktion der Deutschen Welle leitete und publizistisch zu den Themen Kommunismus und Lateinamerika sowie als Übersetzer, u. a. des Buches Europäische Revolution von Eric Hobsbawm tätig war.
Der Nachlass von Boris Goldenberg befindet sich im Archiv der sozialen Demokratie.

## Ehrungen
- 1972: Verdienstkreuz 1. Klasse der Bundesrepublik Deutschland

## Schriften
- Beiträge zur Soziologie der deutschen Vorkriegssozialdemokratie. Berlin 1932
- Lateinamerika und die kubanische Revolution. Köln/Berlin 1963
- Gewerkschaften in Lateinamerika. Hannover 1964
- Zehn Jahre kubanische Revolution. Hannover 1969
- Kommunismus in Lateinamerika. Stuttgart/Berlin/Köln/Mainz 1971

Artikel:
in der Sozialistische Warte:
Namen in [ ] sind die im Artikel verwendeten Pseudonyme
- [Bernhard Thomas] Erklaerung[zur begonnenen Gleichschaltung Oesterreichs], Jg. 13. 1938, Nr. 8 (25. Februar 1938), S. 172